# Farasmanes I
Farasmanes I (em georgiano: ფარსმან I; romaniz.: P'arsman; em grego: Φαρασμάνης; romaniz.: Pharasmánēs; m. 58), dito o Grande (დიდი, Didi), foi um rei do Reino da Ibéria, um reino localizado no Cáucaso, de 1 a 58.

## Nome
Farasmanes (Pharasmanes) ou Faresmanes (Pharesmanes) são as formas latinas do georgiano Farsmane (ფარსმან, P'arsman). Foi registrado em armênio como Farsmane (Փարսման, Pʼarsman) e em grego como Farasrianes (Φαρασριάνης, Pharasriánēs), Faresrianes (Φαρεσριάνης, Pharesriánēs) e Farasmanes (Φαρασμάνης, Pharasmánēs).

## Vida
Durante o reinado de Tibério como Imperador Romano, ele invadiu a Armênia, e conquistou Artaxata. Orodes, rei da Armênia e filho de Artabano II, enviou ajuda de tropas partas, e Farasmanes conseguiu a aliança de tropas da Reino da Albânia (Cáucaso); os sármatas ficaram divididos, parte apoiando cada lado. As tropas aliadas da Ibéria, vindo através do caminho cáspio, chegaram primeiro, e Orodes ficou sem aliados.
Durante a batalha, Farasmanes lutou pessoalmente contra Orodes, e o feriu na cabeça; apesar de Orodes não ter morrido, porque outras tropas interferiram, a notícia da morte de Orodes desmoralizou os partas, que concederam a vitória. Mitrídates, seu irmão, foi colocado como rei da Armênia, mas foi derrubado por uma trama de Farasmanes e o filho deste, Radamisto, que se casou com uma filha de Mitrídates. Farasmanes e Radamisto assassinaram Mitrídates, sua esposa, que era filha de Farasmanes, e seus filhos.
Ele, provavelmente, foi sucedido por seu filho Mitrídates I da Ibéria, conforme inscrições bilíngues, em grego e aramaico, descobertas em Armazi, na Geórgia, que mencionam Mitrídates como o grande rei Mitrídates, filho de Farsamanes, amigo dos Césares e rei dos ibérios, amigos dos romanos. Outro possível filho é Amaraspo, mencionado em uma inscrição em grego encontrada em Roma como irmão do rei Mitrídates I da Ibéria, e que morreu em batalha lutando ao lado de Trajano contra os partas.